# Титус (име)
Титус (мађ. Titusz), мушко име латинског порекла, које се користи у мађарском језику и има значења: поштован, голуб са ливаде.

## Имендани
- 4. јануар.
- 26. јануар.
- 6. фебруар.

## Познате личности
- Титус Дуговић (мађ. Dugovics Titusz) († 1456), саборац Јаноша Хуњадија (мађ. Hunyadi János)